# Lucia Ragni
Lucia Ragni (Nápoles, 9 de abril de 1951–Roma, 3 de junio de 2016), fue una actriz, directora de cine y teatro italiana.
Trabajó como actriz en teatro y cine, televisión y entre las producciones de radio en las que participó, una fue el drama Villa Música dirigida por Gianfranco Giagni Lamberto Lambertini. Algunas obras de teatro especialmente escritas para ella por Salvatore Piscicelli, Riccardo Reim, Manlio Santanelli y Franco Scaldati.
Ganadora del Premio Ubu como mejor actriz en la obra Lamia y del Cinta de plata.
Falleció en Roma el 3 de junio de 2016 a los 65 años, de cáncer.

## Filmografía
Algunas de las películas de las que participó fueron:
- Regina
- Baby Gang
- Malesh
- Belle al bar
- Lettere dall'America
- Ivo il tardivo
- I miei più cari amici
- Teatro di guerra
- Non è giusto
- Un nuovo giorno
- Luna rossa, Premio Pasinetti Venezia en 2001.
- 2004, El resto de nada (Il resto di niente), de Antonietta De Lillo.
- 2005, La guerra di Mario, de Antonio Capuano.
- 2006, El amigo de la familia, de Paolo Sorrentino.
- 2008, Tre donne morali, de M. Garofalo.
- 2011, La kryptonite nella borsa, de Ivan Cotroneo.
- 2015, Pericle il Nero,  de Stefano Mordini.[5]

## Teatro
- La duchessa di Amalfi
- Cecilia dei Massa Vitelli
- Tritalità
- Prometeo incatenato
- La Gnoccolara
- La Lupa
- Lully abbandonata
- O' Voto di S. Di Giacomo
- Festa in Piazza
- Letto Matrimoniale
- L'ajo nell'imbarazzo
- La mia amica grassa
- E allora mi hanno rinchiuso
- L'Alba, il Giorno e la Notte
- Notturno barocco
- L'erotica ragione
- Streghe da marciapiede
- Mutus Liber
- Zingari
- Chi ha paura di Virginia Woolf

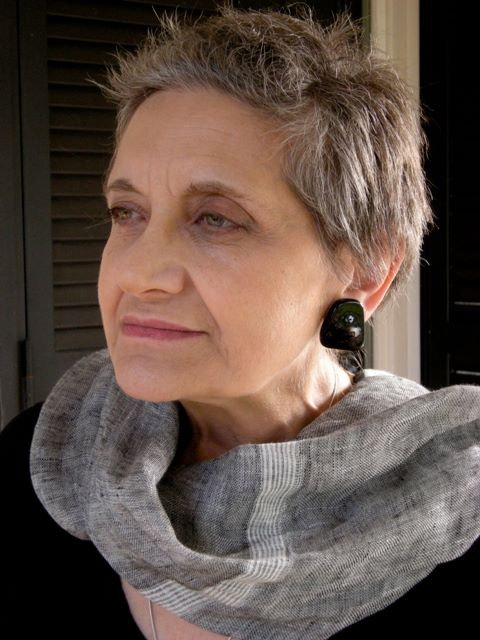
Lucia Ragni en 2015

- I turbamenti del corpo e dello spirito
- Per disgrazia ricevuta
- Un autobus tutto speciale
- Babà di nonna sua
- Don Fausto
- La congiura dei Baccher
- Zio Vania
- Interno di un convento
- Lamia, di L. Stella
- Madrigale a sette voci
- Pupa Regina, Opere di Fango
- Antigone di Sofocle
- Zero zero
- Le cose sottili nell'aria
- Finale di partita
- Libro notturno
- Vita di Galileo
- Ma dove vai?
- Zio Vania

### Televisión
- Cuori rubati, RAI 2 .
- 2001, Rosafuria, RAI 1 película dirigida por Gianfranco Albano.[6]
- Capri 2, RAI 1, dirigida por Giorgio Molteni y Andrea Barzini.
- 2009, Los crímenes del cocinero, Canal 5 con Bud Spencer, dirigida por Alessandro Capone.